# Mina Agossi
Mina Agossi est une chanteuse de jazz moderne franco-béninoise, née le 6 janvier 1972 à Besançon. Elle est connue pour sa formation atypique contrebasse avec Eric Jacot, batterie et chant, elle a joué avec Archie Shepp, Ahmad Jamal, Ted Curson, Daoud David Williams, Pierre Michelot, Philippe Combelle, Andy Narell, ...

## Biographie

### Enfance
Mina Agossi est née le 6 janvier 1972 à Besançon, d'un père béninois et d'une mère française, elle passe son enfance entre l'Afrique, la France et les USA. Elle obtient la double nationalité franco-béninoise en 2025. 

### Carrière
Le parcours professionnel de Mina Agossi est tout sauf classique. Après avoir suivi une formation théâtrale, elle fait ses débuts dans un groupe de rock. Puis au hasard d’une rencontre, un saxophoniste lui propose de chanter quelques blues. Elle accepte et part en tournée avec celui-ci, en 1993, en Suède, en France et chante même dans des prisons pour de lourds détenus.
En 1994 installée en Bretagne, elle commence sa carrière jazzistique avec un groupe local de swing, « GILLES, MINA ETC... », elle enregistre son tout premier disque Swing en 1993 LES PANTALONS GRIS mais très vite attirée par le jazz plus moderne, elle crée en 1995, avec Vincent Guérin à la contrebasse, les bases de ce qui deviendra son style et sort avec lui un premier album Voice & Bass en autoproduction.
Elle obtient le prix « JEUNES TALENTS AUTOPRODUITS DE LA FNAC ». Elle s’installe alors à Paris où elle fait la connaissance du batteur PHILIPPE COMBELLE, batteur de Dizzy Gillespie en France ou de Jacques Brel, avec qui elle sort en 2001 son deuxième album Alkemi qui obtient lui « 5 diapasons » dans Diapason magazine, donnés par l’écrivain et critique Alain Gerbert, ainsi que la référence « disque d’émoi « chez jazz magazine.
Encouragée par cette reconnaissance, elle se met à composer musiques et paroles. Elle décide de créer un trio atypique qui innove et expérimente toutes sortes de choses.
Mina Agossi a trouvé dans le jazz la musique qu’il lui fallait : exigeante et libre. Elle a trouvé dans ce trio des complices uniques, doués et insolites. La formule donne alors au public des albums inspirés par le hip hop, le jazz et l’actualité mondiale : E-Zpass to Brooklyn enregistré dans le quartier du même nom juste, après les attentats du 11 septembre 2001 ; Carrousel sort lui en 2003.
En 2003, elle signe un contrat d’artiste de 5 ans chez le célèbre label anglais CANDID (qui a révélé entre autres Jamie Cullum), s’en suit en 2004 Zaboum !!!, puis en 2005 Well you needn’t qui obtient choc jazzman, révélation fip, 4 clefs Télérama.
Pendant ce temps, elle se produit beaucoup avec le légendaire saxophoniste Archie Shepp qui l’a remarquée et l’a fait tourner régulièrement. En 2006, le grand pianiste Ahmad Jamal décide de la signer dans leur agence de management Ellora design pour les USA, le Japon, et le Canada.
Sortent en 2006, puis 2008 et 2010 Who Wants Love?, Simple Things, puis chez NAIVE Just like a Lady et le dernier en date tourné vers le blues Red Eyes. Elle décide de s’engager dans l’autoproduction avec distribution anglaise chez PROPERMUSIC en 2012 avec Fresh.
En 2016, Ahmad Jamal l’invite à chanter une magnifique ballade « Marseille » pour son nouvel album, puis à chanter comme guest à Marciac en août.
En 2017, elle prend son grand virage africain et surtout béninois avec un nouvel album à venir UrbAfriKa. On y trouve l’excellent batteur chanteur béninois Jean Adagbenon, le légendaire Paco Séry comme special guest aux percussions et sanza, Éric Jacot à la contrebasse, Laurent Succab au « ka » guadeloupéen, et Arnaud Vilquin aux claviers…
Sort en 2017 MARSEILLE de Ahmad Jamal où Mina Agossi chante et traduit le magnifique morceau écrit et composé par le maestro.
L’ESPRIT JAZZ
« Au niveau du jazz vocal, trop nombreux sont celles et ceux qui se contentent au mieux de nous gratifier d’honnêtes interprétations appuyées par des arrangements solides et efficaces mais sans surprises, et au pire de nous infliger leurs univers musicaux dénués d’âme, aseptisés et confortables, au sein desquels la moindre velléité créative est balayée d’un revers de main par l’omnipotent marketing.
Mina Agossi ne fait partie d’aucune de ces deux catégories ; de prime abord, le choix de la formation est de nature à attirer l’attention sinon à forcer le respect : la chanteuse n’est secondée que par la batterie et la contrebasse.
Son style, entre jazz, reprises et résurgences de sonorités africaines révèle une sensualité extravertie où la voix est utilisée à des fins aussi bien mélodiques que rythmiques. Mutine dans l’âme, Mina Agossi a de la malice dans les yeux et de l’audace dans la voix. Pour la suivre, mieux vaut être bien accroché car elle aime emprunter des sentiers escarpés, s’offrir des chutes libres sans parachute et se faufiler par des interstices dans lesquels il semble impossible de passer. Elle a débuté dans la musique sur un coup de tête, comme un défi adressé à elle-même.
Un premier duo avec une contrebasse ; un second avec une batterie : cela forge une voix. Pas d’échappatoire, pas de refuge, Mina a du caractère, elle assume les risques et joue les vocalistes funambules. Depuis 2001 elle est fidèle à sa « paire » drum’n & bass qui pulse quand il faut et sait la stimuler à propos. Portée sans être attachée par ce contexte minimaliste, Mina peut chanter comme bon lui semble, à fleur de voix ou explosive, ses propres compositions comme des reprises décalées de Billie Holiday ou Jimi Hendrix, avec un sens dramatique et une sensualité qui savent séduire son public. » Le Monde 2005
LE VOYAGE
La musique de Mina Agossi n’a pour tout ancrage que son imaginaire et pour seule escale le monde entier. Béninoise par son père, bretonne par sa mère, Mina Agossi est surtout une voyageuse qui va chercher l’inspiration où la mènent ses périples : aux États-Unis, en Espagne, en Russie, au Liban… A chaque étape, des rencontres fortes, des émotions partagées, des expériences éclectiques, qui nourrissent son sens de l’improvisation et stimulent son imaginaire.
« Mina AGOSSI UNE VOIX NOMADE » par la chaîne Arte révèle quelques-uns de ces moments d’échanges et de complicités artistiques : Bien que fort occupée par les concerts qu’elle donne en Europe, en Afrique comme aux États-Unis avec son trio , Mina Agossi consacre encore du temps à d’autres projets comme ceux qu’elle a avec Archie Shepp qui la sollicite à chaque fois qu’il se produit en France ou à Londres. Nous les retrouverons ainsi dans divers festivals comme le London Jazz festival. A New York, Mina ne manque jamais de monter sur la scène du Sweet Basil avec le SPIRIT OF LIFE ENSEMBLE de New York, big-band plus que mythique mené de mains de maître par le percussionniste Daoud David Williams. Ce musicien remarquable est également un homme généreux : il a fondé à Jersey City une école de jazz, The Library. Les professeurs qui y enseignent font tous partie du Spirit of Life Ensemble.
Les élèves répètent des standards pour le concert de fin d’année. Mina se prête au jeu et fait travailler les enfants avec sa façon si particulière d’interpréter les standards… Les élèves sont surpris et charmés… Plus tard, Daoud-David Williams explique à Mina le fonctionnement de l’école et les relations qui régissent le Spirit of Life Ensemble et The Library. Il évoque aussi son passé politique, son appartenance au Black Panthers Party…
Au retour des États-Unis, Mina s’arrête à Londres pour un concert au club « Pizza on the park » ou au le très underground club the « Vibe », pour chanter...
Mais d’où lui vient ce goût du voyage, de la découverte, du partage, cette énergie pour rencontrer, comprendre, échanger ? Mina : « De l'Afrique probablement... Et de tous ces voyages que j'ai effectués dans ma jeunesse ! Je suis une vraie boulimique de la vie et des rencontres »
Retour au pays de ses origines : le Bénin.
L’Afrique au cœur, le jazz dans la tête, tous les battements dans le corps, les prestations publiques de Mina Agossi révèlent ses capacités d'improvisatrice inspirée, emballant tant le public que les musiciens.
« Mina Agossi une voix Nomade » le documentaire Arte/Label Video fait sur elle en est un exemple parfait.
SUR SCENE
Les prestations scéniques de Mina Agossi sont autant d’univers incarnés : guerrière au Cabaret Sauvage, glamour en petite robe noire pour le Festival « Un week end avec elle » à Albi, ou se jouant du cliché « jazz singer » avec Archie Shepp (qui n’est pas dupe lui non plus)…
Mais contrairement à sa coiffure, ou sa robe, sa VOIX, indomptable, ne change pas et s’impose d’un concert à l’autre. Jouant avec la mélodie, tel un fauve avec sa proie, s’appropriant et « griffant » des standards – qui doivent encore se demander ce qui leur arrive – proposant une idée à la minute, soutenue avec justesse et à propos par ses deux musiciens, Mina subjugue son public.
Il en est ainsi avec « Caravan » de Duke Ellington, qu’elle prend à un tempo assez lent, appuyé par une ligne de basse répétitive jouée à l’archet qui procure au morceau une puissance lourde acoquinée au rock voire à l’esprit du métal.
Ce titre est aussi l’occasion pour Mina et sa voix grave de jouer comme un chat dans les sonorités orientales en se livrant à un scat nonchalant et envoûtant. Là encore, elle marque son originalité : dans le scat, le choix rare de la lenteur traduit ici la recherche de la note juste plutôt que la virtuosité commune. Ses musiciens sont eux aussi atypiques. Pour son premier accompagnement Ichiro Onoe prend le parti de n’utiliser ni balais ni baguettes et de jouer simplement avec la paume de ses mains. S’il effleure délicatement sa caisse claire en début de morceau, il sait aussi se déchaîner littéralement sur ses fûts dans un solo appuyé de coups de grosse caisse.
Son jeu est plutôt rock et ses solos énergiques, voire énervés. Les lignes de contrebasse d’Éric Jacot consistent principalement en des gimmicks de quelques notes et des grilles de blues rapides jouées au doigts, ou en des échappées toujours de quelques notes, mais jouées à l'archer.
Une seconde reprise révèle l’esprit qui plane au-dessus de la scène, une des inspirations apparemment majeures de Mina Agossi : Jimi Hendrix. Avec ce « Voodo Child » sauce Mina, les percus se font africaines. Là encore, Éric Jacot utilise judicieusement l’archet, et Mina, fidèle au mentor, joue du gain de son micro et se tortille devant son retour pour produire à la voix des effets sonores rappelant les fameux larsens hendrixiens. Reprendre ce titre en trio sans guitariste n’est pas banal ; mais au-delà de cette interprétation originale, c’est dans la manière même de placer le chant au sein du trio que l’on peut déceler l’ombre de Hendrix : Mina Agossi utilise sa voix de façon à la fois mélodique et rythmique tout en accordant une importance primordiale au son. 
COMPOSITRICE
Mina : « On évoque rarement la partie composition. Or c'est important dans ma vie. Cela demande beaucoup de concentration. D'ailleurs, je ferais tout d'abord le distinguo entre chanteuse et compositrice. Je chante et je compose et il n'est pas facile de se faire respecter dans ce milieu comme compositrice. J'ai dû chanter durant dix ans avant d'être respectée comme compositrice. »
Quand une femme de vingt ans ne sort pas d’une école de musique, c’est plus difficile pour elle de se faire reconnaître comme compositrice : quand elles arrivent avec leurs propres compositions, comme elles ne sont pas très nombreuses à être femmes et compositrices en jazz. Mais le temps et des rencontres parfois magiques aplanissent tout cela. »
Ainsi, quand on voit Mina en studio – en train d’enregistrer son nouvel album – on découvre une artiste qui sait où elle va et qui est capable d’y entraîner les musiciens professionnels qui l’accompagnent. Lorsqu’elle interprète sur scènes ses propres compositions, Mina palie à l’absence des autres instruments présents sur l’album (par exemple la trompette de Rob Henke) en utilisant tous les sons qu’elle peut tirer de sa voix, jusqu’à des claquements de langues.
Mina Agossi sort son premier live « WHO WANTS LOVE » de NY le 6 février 2007. Son terrain de jeux et lancé, et son CD « SIMPLE THINGS », toujours chez Candid en Angleterre sort en avril 2008 et applaudi par la critique. On y retrouve notamment MANOLO BADRENA, l’un des plus grands percussionnistes de Porto Rico et se produisant souvent avec Ahmad Jamal.
Depuis, elle prend un virage qui s’ouvre en 2009 sur un nouvel album prévu en sortie chez NAIVE en France pour un nouveau contrat en avril 2010. C’est un opus à l’harmonie avec Phil Reptil l’une des figures parisienne de la scène électro des années 95, piano, synthé, Bachir Sanogo aux percussions, Andy Narell l’un des plus talentueux des joueurs de Steel Drums et Daoud David Williams aux petites percussions. Elle sort : “JUST LIKE A LADY”.
En 2011, elle est décorée chevalier de l’ordre national du Mérite.
En 2012, après un énorme élargissement de son travail sur la guitare, elle agrandit le groupe en invitant le guitariste phare d’Archie Shepp : Stéphan Guery, et Sue Richardson à la trompette, et cerise sur le gâteau, après 10 ans de collaboration, le légendaire ARCHIE SHEPP en personne, ainsi sort un travail sur le Blues, le disque sort au trianon de Paris, avec un immense succès il s’intitule : « RED YES ».
2014 « FRESH » sort avec la même formule en autoproduction, puis en 2016 AHMAD JAMAL l’invite à chanter une magnifique ballade « Marseille » pour son nouvel album, puis à chanter comme guest à Marciac en août.
En 2017 elle prend son grand virage africain et surtout Béninois avec un nouvel album à venir « UrbAfriKa ». On y trouve l’excellent batteur chanteur Béninois Jean Adagbenon, le légendaire Paco Séry comme special guest aux percussions et sanza, Eric Jacot à la contrebasse, Laurent Succab au « ka » guadeloupéen, et Arnaud Vilquin aux claviers…
Sort en 2018 « MARSEILLE » de Ahmad Jamal où Mina Agossi chante et traduit le magnifique morceau écrit et composé par le Maestro.
De 2020 à 2024, elle se lance dans l’électro soft aux côtés de Marc Charrière keyboarder et vidéaste auprès notamment de Peter Gabriel ou Eddie Mitchell.
En sortira le dernier album LONELYWHALES acclamé par la critique et notamment le journal le Monde.

## Discographie
- 1995 : Les pantalons gris (avec Gilles Blandin "Gilles, Mina, etc,...") (Lord's Records)
- 1997 : Voice and Bass (avec Vincent Guérin et Loïc Roignant, autoproduit)
- 2001 : Alkemi (avec Philippe Combelle, autoproduit)
- 2001 : E.Z. Pass to Brooklyn (live) (Cristal Records, 2121)
- 2003 : MIX (avec Alexeï Aïgu et l'Ensemble 4'33")
- 2004 : Carrousel (Cristal Records, 0415)
- 2005 : Zaboum!!, compilation des deux derniers albums pour l'Angleterre (Candid)
- 2005 : Well You Needn't (Candid)
- 2007 : Who Wants Love? Live at Jazz Standard, New York City (Candid)
- 2008 : Simple Things ? (Candid)
- 2010 : Just Like a Lady (Naïve Records)
- 2012 : Red Eyes, avec Archie Shepp (Naïve Records)
- 2014 : Fresh (Plus Loin Music)
- 2017 : UrbAfrika (Jazz family)
- 2017 : Marseille (avec Ahmad Jamal, Jazz village, PIAS Group).
- 2023: Lonely whales (Alchamie, distribution: Music Connection UK.)

## Photographies
|  |  |  |  |  |  |

## Filmographie
- Mina Agossi, une voix nomade (2007, 52 min), film réalisé par Jean-Henri Meunier, qui a suivi Mina Agossi pendant deux ans au cours de ses tournées internationales (coproduction Arte).
- Les invisibles 2.0. (2020, 52 min), documentaire réalisé par Mina Agossi (inscrite au SCAM).

## Distinctions
- 1997 : Prix du jeune talent autoproduit de la FNAC[4].
- 2006 : Award I.A.J.E. (International Association for Jazz Education)
- 2008 : Outstanding performance Award at Miller Library branch, Jersey city.
- 2010 : Honorary citizen of Bayonne New Jersey.
- 2011 :  Chevalière de l'ordre national du Mérite[5] en France.
- 2017 : Prix Féminin du Haut Conseil des Béninois de l'Extérieur (HCBE) Monde.